# 劳拉·桑切斯 (游泳运动员)
劳拉·桑切斯（西班牙語：Laura Sánchez，1972年5月5日—），墨西哥女子游泳运动员。她曾代表墨西哥参加1991年泛美运动会游泳比赛，获得二枚铜牌。她也曾参加1992年夏季奥林匹克运动会。